# Enköpings-Näs socken
Enköpings-Näs socken i Uppland ingick i Åsunda härad, ingår sedan 1971 i Enköpings kommun och motsvarar från 2016 Enköpings-Näs distrikt.
Socknens areal är 28,27 kvadratkilometer, varav 28,26 land. År 2000 fanns här 404 invånare. Godsen Hjulsta säteri och Brunnsholms gård samt sockenkyrkan Enköpings-Näs kyrka ligger i socknen.  

## Administrativ historik
Enköpings-Näs socken omtalas i bevarade dokument första gången 1303 ("deinde Næs"). De äldsta bevarande delarna av stenkyrkan torde ha uppförts omkring 1200. Namnet var före den 1 januari 1886 (ändring enligt beslut den 17 april 1885) Näs socken. Innan ändringen hade dock bruk av namnet Enköpings-Näs redan förekommit.
Vid kommunreformen 1862 övergick socknens ansvar för de kyrkliga frågorna till Näs församling och för de borgerliga frågorna bildades Näs landskommun. Landskommunen uppgick 1952 i Åsunda landskommun som 1971 uppgick i Enköpings kommun. Församlingen uppgick 2006 i Södra Åsunda församling som 2010 uppgick i Tillinge och Södra Åsunda församling.
Den 1 januari 2016 inrättades distriktet Enköpings-Näs, med samma omfattning som församlingen hade 1999/2000.  
Socknen har tillhört län, fögderier, tingslag och domsagor enligt vad som beskrivs i artikeln Åsunda härad. De indelta soldaterna tillhörde Upplands regemente, Enköpings kompani och Livregementets dragonkår, Sigtuna skvadron.

## Geografi
Enköpings-Näs socken ligger söder om Enköping belägen på en halvö i Mälaren vid Hjulstafjärden med Svinnegarnsviken i väster och omfattar även några öar som Märsön och Tedarön. Socknens öar är skogiga medan fastlandet består av småkuperad slätt- och skogsbygd.
Över Hjulstafjärden löper riksväg 55 via Hjulstabron till Aspö socken i Södermanland.

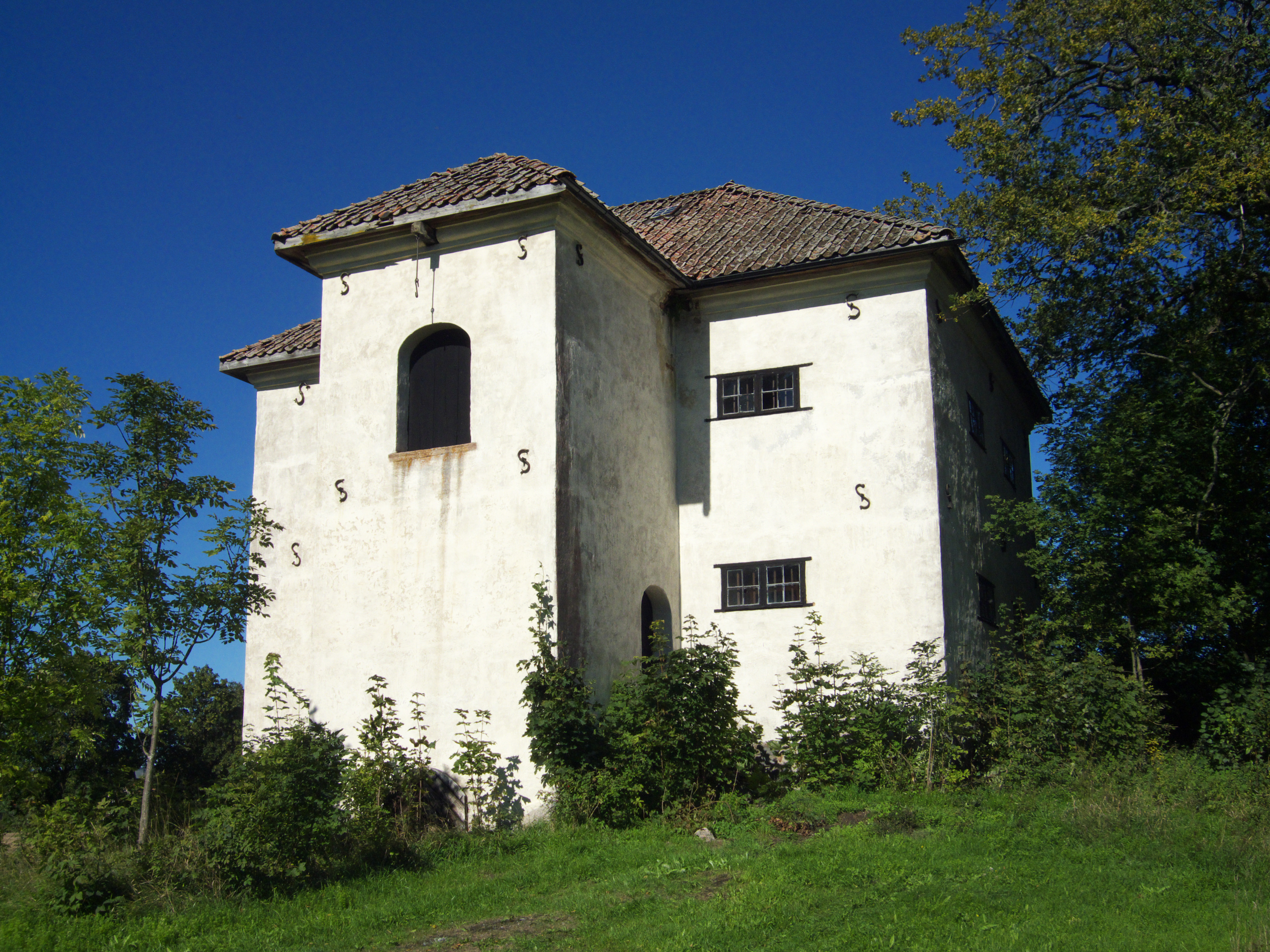
Medeltida stenhus vid Hjulsta i Enköpings-Näs socken

På Tedarön finns ett naturreservat.

## Fornlämningar
Från järnåldern finns ett 20-tal gravfält. Tre runstenar finns.

## Namnet
Namnet skrevs 1313 Nes, syftande på att socknen ligger på ett näs i Mälaren.